# لورديس ألفيس أراوجو
لورديس ألفيس أراوجو (1956 - 24 مايو 2021) كانت ناشطة نسوية من تيمور الشرقية، وناشطة وسياسية انفصالية. كعضو في الجبهة الثورية لتيمور الشرقية المستقلة عملت في البرلمان الوطني لتيمور الشرقية.
توفيت ألفيس أراوجو في 24 مايو 2021، عن عمر يناهز 64 عامًا.